# Tour Descartes
Tour Eqho – wieżowiec w Paryżu, we Francji, w dzielnicy La Défense, o wysokości 130 m. Budynek został otwarty w 1988 roku, posiada 40 kondygnacji.